# Trigonictis
Trigonictis — вимерлий рід зорил, споріднений живому гризону (Galictis). Мешкав у Північній Америці від пліоцену до плейстоцену. Викопні зразки були знайдені по всій території Сполучених Штатів, від Вашингтона та Орегону на північному заході до Каліфорнії та Флориди на півдні.
Відомі два види: Trigonictis macrodon та Trigonictis cookii.